# Епархия Шанцю
Епархия Шанцю (лат. Dioecesis Coeitevensis) — епархия Римско-Католической церкви c центром в городе Шанцю, пров. Хэнань современной КНР. Епархия Шанцю входит в митрополию Кайфэна. Кафедральным собором епархии Шанцю является собор Святейшего Сердца Иисуса.

## История
28 августа 1882 года Римский папа Пий XI выпустил бреве Quae catholico, которым учредил апостольскую префектуру Гуйдэ, выделив её из апостольского викариата Кайфэнфу (сегодня — Архиепархия Кайфэна).
8 мая 1937 года апостольская префектура Гуйдэ была преобразована в апостольский викариат.
11 апреля 1946 года Римский папа Пий XII издал буллу Quotidie Nos, которой преобразовал апостольский викариат Гуйдэ в епархию Шанцю.

## Ординарии епархии
- епископ Francisco Javier Ochoa Ullate (18.05.1937 — 11.12.1947);
- епископ Arturo Quintanilla Manzanares (10.11.1949 — 21.11.1970);
  - Sede vacante с 21.11.1970 года по настоящее время.
- епископ Николай Ши Цзиньсянь (8.05.1991 - 16.09.2009);
  - Sede vacante с 16.09.2009 года по настоящее время.

## Источник
- Annuario Pontificio, Libreria Editrice Vaticana, Città del Vaticano, 2003
- Бреве Quae catholico, AAS 20 (1928), стр. 348  (лат.)
- Булла Quotidie Nos, AAS 38 (1946), стр. 301  (лат.)